# لیدیا بش
لیدیا بُش (اسپانیایی: Lydia Bosch‎؛ زادهٔ ۲۶ نوامبر ۱۹۶۳) بازیگر، روزنامه‌نگار و مجری تلویزیون اهل اسپانیا است. وی از سال ۱۹۸۵ میلادی تاکنون مشغول فعالیت بوده‌است.
از فیلم‌هایی که وی در آن‌ها نقش داشته است، می‌توان به انگیزه‌های شخصی، پزشک خانوادگی، گراند هتل، پاکیتا سالاس، شکل‌گیری یک شورشی  و خانواده سرانو اشاره نمود.